# Isaak Yaglom
Isaak Moiseevitch Yaglom (em russo:  Исаак Моисеевич Яглом; Carcóvia, 6 de março de 1921 — Moscou, 17 de abril de 1988) foi um matemático soviético, conhecido por seus livros didáticos e trabalhos que apontavam elos entre a matemática e a física.
Yaglom estudou na Universidade Estatal de Moscovo, onde obteve seu doutorado em 1945, sob a orientação conjunta de Boris Delaunay e Veniamin Kagan, com uma tese sobre geometria.
Na década de 1960, escreveu, em conjunto com Vladimir Boltyansky, um livro didático de geometria baseada em transformações destinado a estudantes não universitários, abordagem que ainda hoje é considerada não convencional.
Seu irmão gêmeo, Akiva Yaglom, também era matemático, e foi co-autor de alguns de seus livros.

## Livros
Traduzidos para o inglês:
- Convex Figures (1961, escrito com  Boltyanskii)
- Geometric Transformations (1962, 1968, 1973, 2009)
- Challenging Mathematical Problems with Elementary Solutions (1964, escrito com A. M. Yaglom)
- Complex Numbers in Geometry (1968)
- A Simple Non-Euclidean Geometry and Its Physical Basis (1979)
- Probability and Information (1983, escrito com A. M. Yaglom)
- Mathematical Structures and Mathematical Modeling (1986)
- An Unusual Algebra (1978)
- Felix Klein and Sophus Lie (1988)

Apenas em russo:
- Геометрия (1963, escrito com Boltyansky)
- Герман Вейль (1967)